# Регламент про косметичну продукцію
Регла́мент про космети́чну проду́кцію — нормативно-правовий акт Європейського Союзу, що містить правила, яким повинен відповідати будь-який косметичний засіб, що надається для реалізації на ринку ЄС, з метою забезпечення високого рівня охорони здоров'я людини, а також додаткового забороняється проведення тестування на тваринах. Документ був прийнятий 30 листопада 2004 року в Брюсселі Європарламентом та Радою Європейського Союзу і набрав чинності 11 січня 2010 року. Був підписаний Єжи Бузеком.

## Прийняття
30 листопада 2009 року було зроблено наступний крок по дотриманню прав та забезпеченню реалізації захисту тварин на практиці. Документ не став нововведенням, оскільки до його прийняття на території ЄС вже діяли норми Рішення Ради ЄС 1999/468 (англ. 1999/468/EC: Council Decision of 28 June 1999 laying down the procedures for the exercise of implementing powers conferred on the Commission) та Директиви 76/768/ЄЕС (англ. Council Directive 76/768/EEC of 27 July 1976 on the approximation of the laws of the Member States relating to cosmetic products). Новий регламент скасував чинність останньої. Перегляд старих положень та прийняття нового Регламенту мало на меті продемонструвати позицію країн-членів ЄС з одного боку щодо поліпшення здоров'я та безпеки людей, що купують та користуються косметичними засобами), а з іншого  — покращення здоров'я та добробуту тварин шляхом повної заборони тестування косметичних засобів на них.

## Характеристика документа

### Структура
- Преамбула (Whereas, складається з 71 пункту);

- Розділ I Сфера застосування та визначення, ст. 1-2 (англ. Scope, definitions);

- Розділ II Безпека, відповідальність, вільне переміщення, ст. 3-9 (англ. Safety, responsibility, free movement);

- Розділ III Оцінка безпеки, інформація про продукт, повідомлення, ст. 10-13 (англ. Safety assessment, product information file, notification);
- Розділ IV Обмеження для деяких речовин, ст. 14-17 (англ. Restriction for certain substances);
- Розділ V Тестування на тваринах, ст. 18 (англ. Animal testing);
- Розділ VI Інформування споживача, ст. 19-21 (англ. Consumer information);
- Розділ VII Нагляд за ринком, ст. 22-24 (англ. Market surveillance);
- Розділ VIII Невідповідність та захисне обмовлення, с. 25-28 (англ. Non-compliance, safeguard clause);
- Розділ IX Адміністративна співпраця, ст. 29-30 (англ. Administrative cooperation);
- Перехідні положення (Annex I—VI)[4][5].

### Завдання
Мета Регламенту — забезпечити безпечну реалізацію косметичних засобів на території країн-членів ЄС, а також наділення компетентних органів зобов'язаннями щодо специфічних перевірок, які повинні здійснюватися по відношенню до виробників та реалізаторів таких засобів. Положення Регламенту поширюються на тварин, що використовуються під час дослідів впливу складових частин косметичних засобів, забороняючи так дії в цілому.

## Наслідки
Регламент № 1223/2009 ЄС Європейського Парламенту та Ради від 30 листопада 2009 року «про косметичні засоби» скасував та замінив Директиву Ради 76/768/ЄЕС . Новим документом законодавець прийняв заборону на тестування косметичних засобів та інгредієнтів, що використовуються в косметичних продуктах на тваринах в ЄС. Крім того, була реалізована заборона на розміщення на ринку ЄС косметичних товарів та інгредієнтів, що містяться в косметичних продуктах, які були випробувані на тваринах незалежно від походження. Вимоги Регламенту виконувалися в три етапи:
1. заборона тестування готових косметичних засобів на тваринах діє з 11 вересня 2004 року;
2. заборона тестування інгредієнтів або комбінації інгредієнтів на тваринах застосовується з 11 березня 2009 року;
3. заборона на продаж поширюється на всі косметичні засоби, що містять інгредієнти, що вказані в Регламенті, навіть якщо вони тестувалися не на тваринах (діє з 11 березня 2013 року)[7].